# Otov (Hazlov)

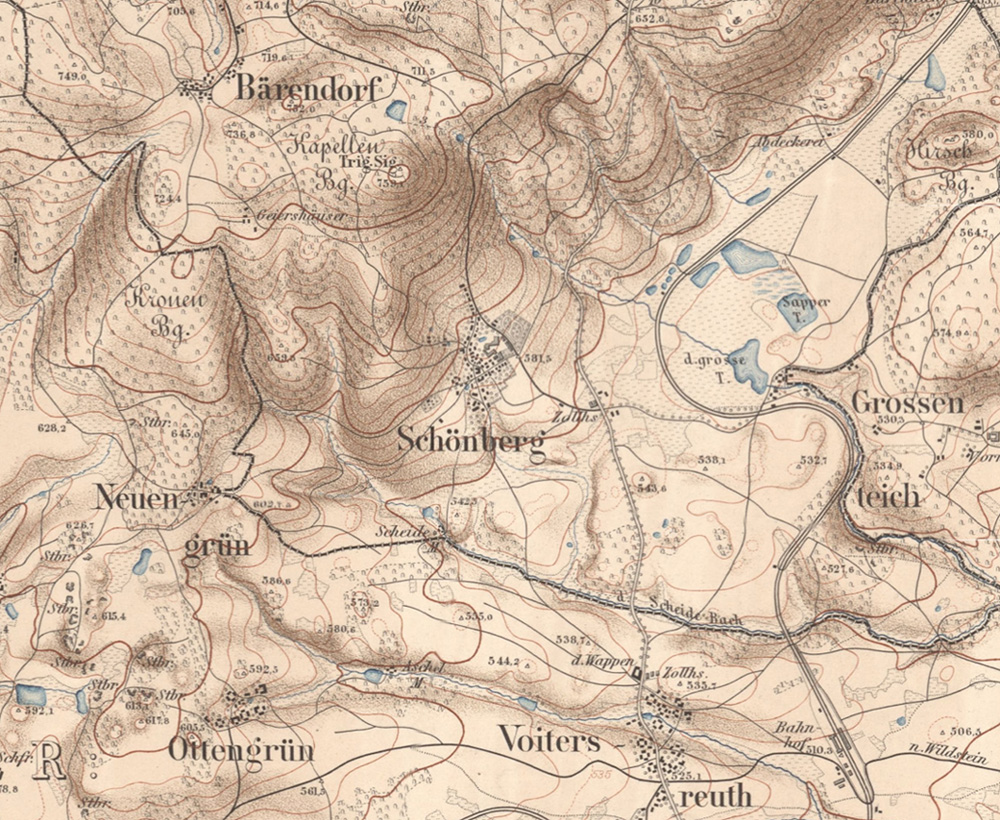
Ottengrün auf dem Messtischblatt

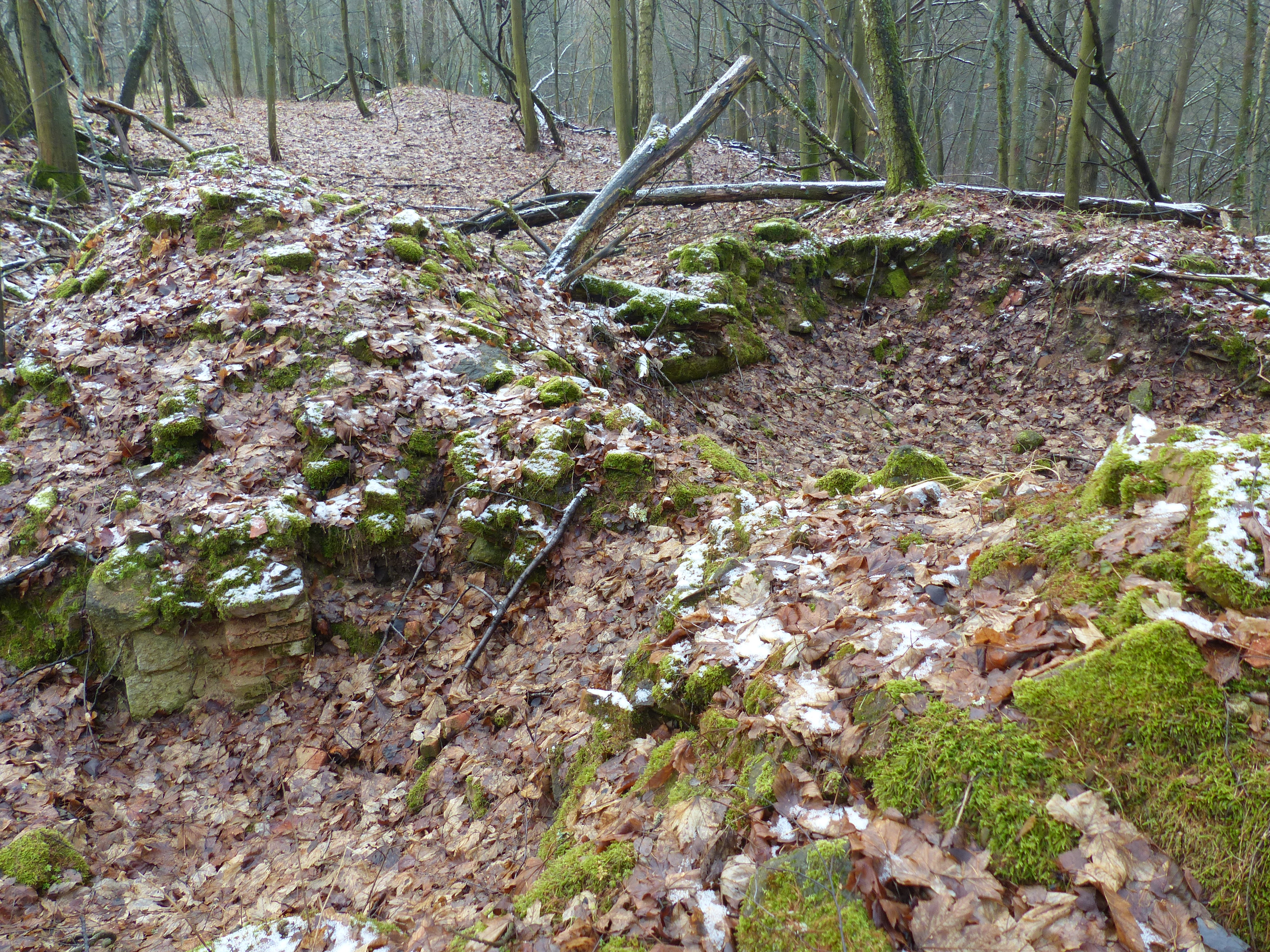
Fundamentreste

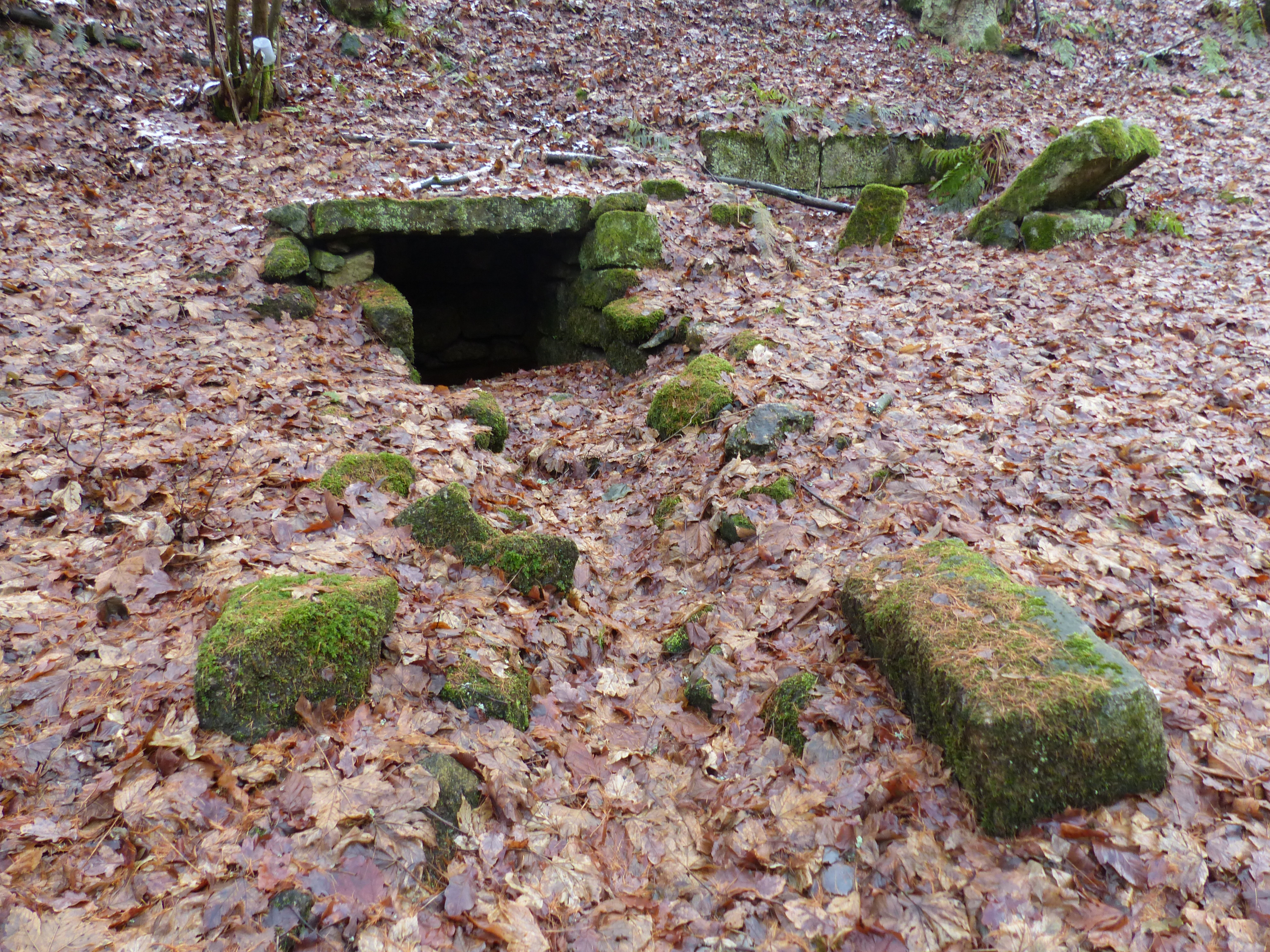
Brunnen

Otov (deutsch Ottengrün) ist eine Wüstung in der Gemeinde Hazlov im Okres Cheb in Tschechien.

## Geografie und Lage
Otov lag zwei Kilometer nordöstlich Hazlov auf einer Waldlichtung am Rande der Rommersreuther Schweiz im Quellbereich des Vonsov-Baches. Nördlich liegt Výhledy und an der deutschen Grenze die Wüstung Neuengrün (spätere Wertengrün), im Nordosten Schönberg am Kapellenberg, östlich Vojtanov, im Südosten Zelený Háj, im Südwesten Ovčárna und Lipná, nordwestlich Skalka, südlich liegen Mýtinka und Poustka. Der Katastralbezirk Otov u Hazlova umfasst eine Fläche von 162,4128 ha.
Das Wüstungsareal ist erreichbar über die Verbindungsstraße zwischen Hazlov und Vojtanov. Am Ortsausgang Hazlov zweigt eine Seitenstraße nach Norden ab. Das Gelände befindet sich am Waldrand und ist von Bäumen überwachsen. Die Gebäude standen teilweise bis an den Rand eines steilabfallenden Einschnitts. Erkennbar sind diverse überwachsene Fundamentreste, herumliegende Mauersteine und in der Senke des Vonsov-Baches eine gefasste Wasserstelle. Die Überreste weisen auf Häuser aus Bruchsteinen hin.

## Geschichte
Der Ort wurde 1224 in einer Urkunde des Friedrich von Haslau genannt. Der Ascher Richter Kaspar Brusche, in der Zeit von 1659 bis 1670 Egerer Bürgermeister, erwarb den Ort für 1200 Gulden. Ottengrün gehörte von 1869 bis 1930 zum Ort Rommersreuth (Výhledy) im Bezirk Asch, dann zum Landkreis Asch und anschließend bis heute zu Hazlov im Okres Cheb. Nach dem Zweiten Weltkrieg wurde die deutschsprachige Bevölkerung enteignet und vertrieben. Der Ort hatte zuletzt 14 Häuser. Die Bewohner lebten von der Landwirtschaft oder arbeiteten im örtlichen Steinbruch, dessen Steine bis Eger geliefert wurden, u. a. zum Bau der Eisenbahnbrücke Eger-Asch.

## Entwicklung der Einwohnerzahl
| Jahr | Einwohnerzahl |
| ---- | ------------- |
| 1869 | 82            |
| 1880 | 73            |
| 1890 | 87            |

| Jahr | Einwohnerzahl |
| ---- | ------------- |
| 1900 | 78            |
| 1910 | 79            |
| 1921 | 63            |

| Jahr | Einwohnerzahl |
| ---- | ------------- |
| 1930 | 55            |
| 1950 | 6             |
| 1961 | -             |